# Partecipanti alla Quattro Giorni di Dunkerque 2024
Elenco dei partecipanti alla Quattro Giorni di Dunkerque 2024.
La Quattro Giorni di Dunkerque 2024 è stata la sessantottesima edizione della corsa. Alla competizione presero parte diciotto squadre: sei con licenza UCI World Tour 2024, sei UCI ProTeam e sei UCI Continental Team.
Accreditati alla partenza 124 ciclisti.

## Corridori per squadra
Nota: R ritirato, NP non partito, FT fuori tempo, SQ squalificato
| Groupama-FDJ               | Groupama-FDJ               | Groupama-FDJ               | Soudal Quick-Step      | Soudal Quick-Step      | Soudal Quick-Step      | Lotto Dstny                     | Lotto Dstny                     | Lotto Dstny                     |
| -------------------------- | -------------------------- | -------------------------- | ---------------------- | ---------------------- | ---------------------- | ------------------------------- | ------------------------------- | ------------------------------- |
| N°                         | Ciclista                   | Clas.                      | N°                     | Ciclista               | Clas.                  | N°                              | Ciclista                        | Clas.                           |
| 1                          | Sven Erik Bystrøm          | 30°                        | 11                     | Kasper Asgreen         | 46°                    | 21                              | Jenno Berckmoes                 | 3°                              |
| 2                          | Eddy Le Huitouze           | 36°                        | 12                     | Ayco Bastiaens         | 65°                    | 22                              | Arjen Livyns                    | 18°                             |
| 3                          | Rudy Molard                | NP4ª                       | 13                     | Antoine Huby           | 16°                    | 23                              | Milan Menten                    | 11°                             |
| 4                          | Paul Penhoët               | 2°                         | 14                     | Fausto Masnada         | 63°                    | 24                              | Alec Segaert                    | 21°                             |
| 5                          | Marc Sarreau               | 70°                        | 15                     | Martin Svrček          | 53°                    | 25                              | Liam Slock                      | 14°                             |
| 6                          | Matthew Walls              | 90°                        | 16                     | Warre Vangheluwe       | 78°                    | 26                              | Lionel Taminiaux                | 56°                             |
| 7                          | Samuel Watson              | 13°                        | 17                     | Jordi Warlop           | 61°                    | 27                              | L. van de Wynkele               | 64°                             |
| Cofidis                    | Cofidis                    | Cofidis                    | TotalEnergies          | TotalEnergies          | TotalEnergies          | Decathlon AG2R La Mondiale Team | Decathlon AG2R La Mondiale Team | Decathlon AG2R La Mondiale Team |
| N°                         | Ciclista                   | Clas.                      | N°                     | Ciclista               | Clas.                  | N°                              | Ciclista                        | Clas.                           |
| 31                         | Alexis Renard              | 29°                        | 41                     | Fabien Doubey          | 35°                    | 51                              | Sam Bennett                     | 1°                              |
| 32                         | Piet Allegaert             | 25°                        | 42                     | Thomas Gachignard      | 9°                     | 52                              | Dries De Bondt                  | 93°                             |
| 33                         | Aimé De Gendt              | 10°                        | 43                     | Lucas Boniface         | R 5ª                   | 53                              | Sander De Pestel                | 26°                             |
| 34                         | Milan Fretin               | 6°                         | 44                     | Lorrenzo Manzin        | 38°                    | 54                              | Stan Dewulf                     | 58°                             |
| 35                         | Alexis Gougeard            | 51°                        | 45                     | Geoffrey Soupe         | 54°                    | 55                              | Pierre Gautherat                | 33°                             |
| 36                         | Ben Hermans                | R 4ª                       | 46                     | Jason Tesson           | R 5ª                   | 56                              | Oliver Naesen                   | 8°                              |
| 37                         | Ludovic Robeet             | 57°                        | 47                     | Anthony Turgis         | 12°                    | 57                              | E. Boasson Hagen                | 39°                             |
| Arkéa-B&B Hotels           | Arkéa-B&B Hotels           | Arkéa-B&B Hotels           | Bingoal WB             | Bingoal WB             | Bingoal WB             | St Michel-Mavic-Auber93         | St Michel-Mavic-Auber93         | St Michel-Mavic-Auber93         |
| N°                         | Ciclista                   | Clas.                      | N°                     | Ciclista               | Clas.                  | N°                              | Ciclista                        | Clas.                           |
| 61                         | Arnaud Démare              | 84°                        | 71                     | Luca Van Boven         | 4°                     | 81                              | Nicolas Breuillard              | 66°                             |
| 62                         | Amaury Capiot              | 23°                        | 72                     | Aaron Van der Beken    | 77°                    | 82                              | Romain Cardis                   | R 6ª                            |
| 63                         | Florian Dauphin            | 49°                        | 73                     | Nathan Vandepitte      | R 5ª                   | 83                              | Dillon Corkery                  | R 4ª                            |
| 64                         | Anthony Delaplace          | 17°                        | 74                     | Jelle Vermoote         | R 5ª                   | 84                              | Théo Delacroix                  | NP6ª                            |
| 65                         | Mathis Le Berre            | 32°                        | 75                     | Giacomo Villa          | 44°                    | 85                              | Joris Delbove                   | 28°                             |
| 66                         | Kévin Ledanois             | R 5ª                       | 76                     | Louis Blouwe           | R 6ª                   | 86                              | Alexandre Delettre              | 5°                              |
| 67                         | Matis Louvel               | 52°                        | 77                     | Sasha Weemaes          | 92°                    | 87                              | Jérémy Lecroq                   | 87°                             |
| Nice Métropole Côte d'Azur | Nice Métropole Côte d'Azur | Nice Métropole Côte d'Azur | Van Rysel-Roubaix      | Van Rysel-Roubaix      | Van Rysel-Roubaix      | Team DSM-Firmenich PostNL       | Team DSM-Firmenich PostNL       | Team DSM-Firmenich PostNL       |
| N°                         | Ciclista                   | Clas.                      | N°                     | Ciclista               | Clas.                  | N°                              | Ciclista                        | Clas.                           |
| 91                         | Paul Hennequin             | 72°                        | 101                    | Samuel Leroux          | 22°                    | 111                             | John Degenkolb                  | 47°                             |
| 92                         | Alexander Konijn           | 55°                        | 102                    | Rait Ärm               | 79°                    | 112                             | Patrick Eddy                    | 91°                             |
| 93                         | Damien Girard              | R 4ª                       | 103                    | Kévin Avoine           | 67°                    | 113                             | Nils Eekhoff                    | R 4ª                            |
| 94                         | Axel Zuccarelli            | 74°                        | 104                    | Maxime Jarnet          | 34°                    | 114                             | Sean Flynn                      | 42°                             |
| 95                         | Jean-Louis Le Ny           | 76°                        | 105                    | Kenny Molly            | 69°                    | 115                             | Enzo Leijnse                    | 97°                             |
| 96                         | Andrea Mifsud              | 85°                        | 106                    | Emmanuel Morin         | 59°                    | 116                             | Tim Naberman                    | 82°                             |
| 97                         | Noah Knecht                | R 5ª                       | 107                    | Norman Vahtra          | 40°                    | 117                             | Casper van Uden                 | 15°                             |
| CIC U Nantes Atlantique    | CIC U Nantes Atlantique    | CIC U Nantes Atlantique    | Israel-Premier Tech    | Israel-Premier Tech    | Israel-Premier Tech    | Trinity Racing                  | Trinity Racing                  | Trinity Racing                  |
| N°                         | Ciclista                   | Clas.                      | N°                     | Ciclista               | Clas.                  | N°                              | Ciclista                        | Clas.                           |
| 121                        | Maël Guégan                | 60°                        | 131                    | Pascal Ackermann       | 68°                    | 141                             | Robert Donaldson                | 19°                             |
| 122                        | Enzo Boulet                | 96°                        | 132                    | Guillaume Boivin       | 41°                    | 142                             | Luca Unwin                      | R 4ª                            |
| 123                        | Pierre-Henry Basset        | 62°                        | 133                    | Max Schachmann         | 94°                    | 143                             | Dean Harvey                     | R 4ª                            |
| 124                        | Robin Plamondon            | 75°                        | 134                    | Riley Sheehan          | 45°                    | 144                             | Tobias Risan Nakken             | R 6ª                            |
| 125                        | Antoine Hue                | R 6ª                       | 135                    | Jake Stewart           | 37°                    | 145                             | Hugo Rodríguez                  | 98°                             |
| 126                        | Matisse Julien             | 95°                        | 136                    | Corbin Strong          | NP6ª                   | 146                             | Ralf Holden                     | FT4ª                            |
| 127                        | Jon Rye-Johnsen            | R 6ª                       | 137                    | Tom Van Asbroeck       | 48°                    | 147                             | Ugo Fabries                     | 83°                             |
| Philippe Wagner-Bazin      | Philippe Wagner-Bazin      | Philippe Wagner-Bazin      | Q36.5 Pro Cycling Team | Q36.5 Pro Cycling Team | Q36.5 Pro Cycling Team | TDT-Unibet                      | TDT-Unibet                      | TDT-Unibet                      |
| N°                         | Ciclista                   | Clas.                      | N°                     | Ciclista               | Clas.                  | N°                              | Ciclista                        | Clas.                           |
| 151                        | Pierre Barbier             | 86°                        | 161                    | Fabio Christen         | 88°                    | 171                             | Andreas Stokbro                 | NP6ª                            |
| 152                        | Alexis Guérin              | 24°                        | 163                    | Frederik Frison        | R 4ª                   | 172                             | Axel Huens                      | 20°                             |
| 153                        | Rudy Barbier               | R 5ª                       | 164                    | Tobias Ludvigsson      | 27°                    | 173                             | Jordy Bouts                     | R 3ª                            |
| 154                        | Enrico Dhaeye              | NP5ª                       | 165                    | Cyrus Monk             | 31°                    | 175                             | Sebastian Nielsen               | 50°                             |
| 155                        | Gwen Leclainche            | 80°                        | 166                    | Szymon Sajnok          | 71°                    | 176                             | Tomáš Kopecký                   | 7°                              |
| 156                        | Kasper Saver               | 89°                        | 167                    | Rory Townsend          | 81°                    | 177                             | Zeb Kyffin                      | 73°                             |
| 157                        | Quentin Bezza              | 43°                        |                        |                        |                        |                                 |                                 |                                 |